# Vatticherukuru
Vatticherukuru là một mandal thuộc huyện Guntur, bang Andhra Pradesh.